# بوبر دم‌سرخ
بوبر دم‌سرخ (نام علمی: Criniger calurus) نام یک گونه از سرده بوبرهای موبلند است.